# William Jowitt, 1. Earl Jowitt

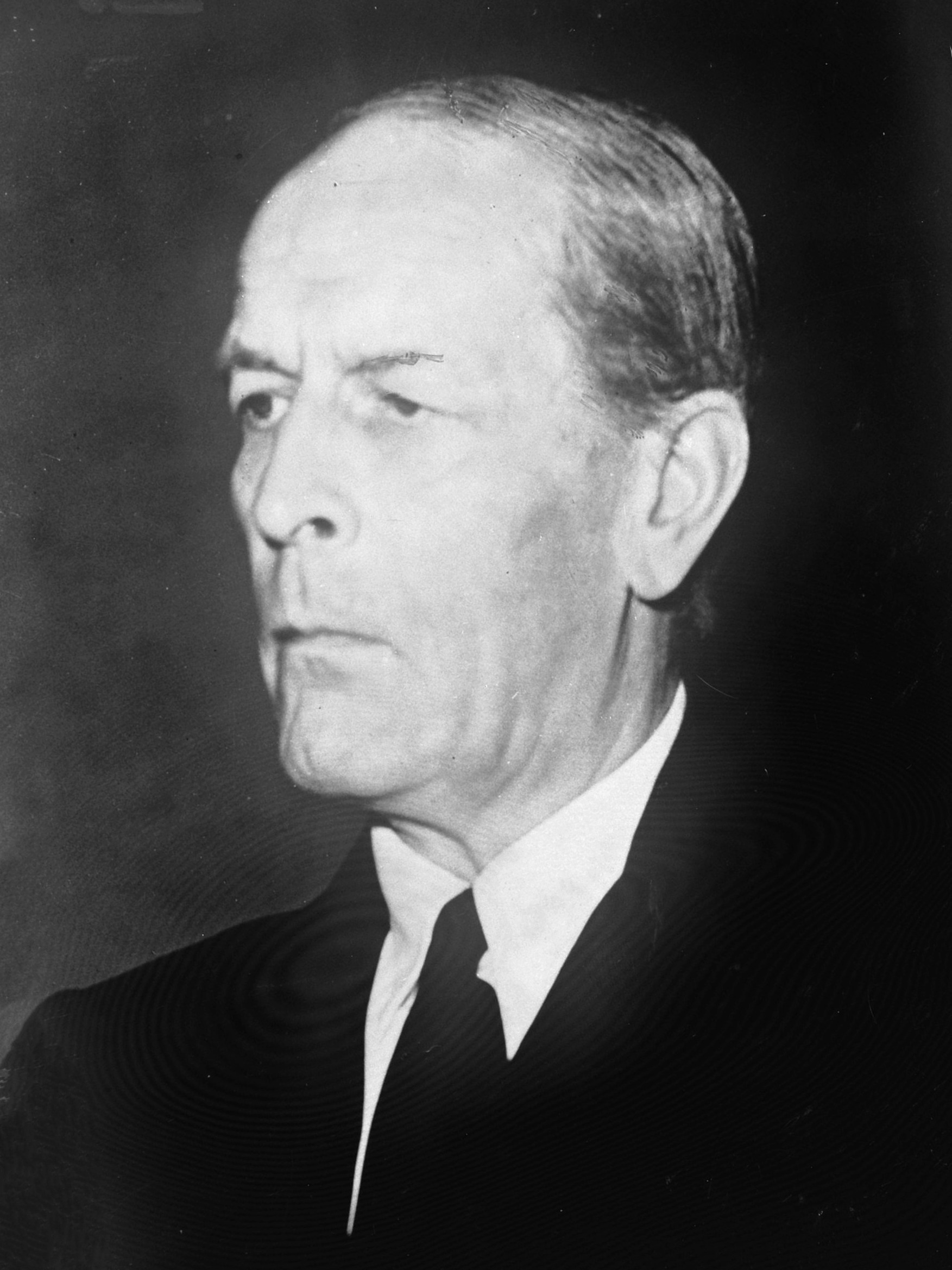
William Allen Jowitt c. 1945

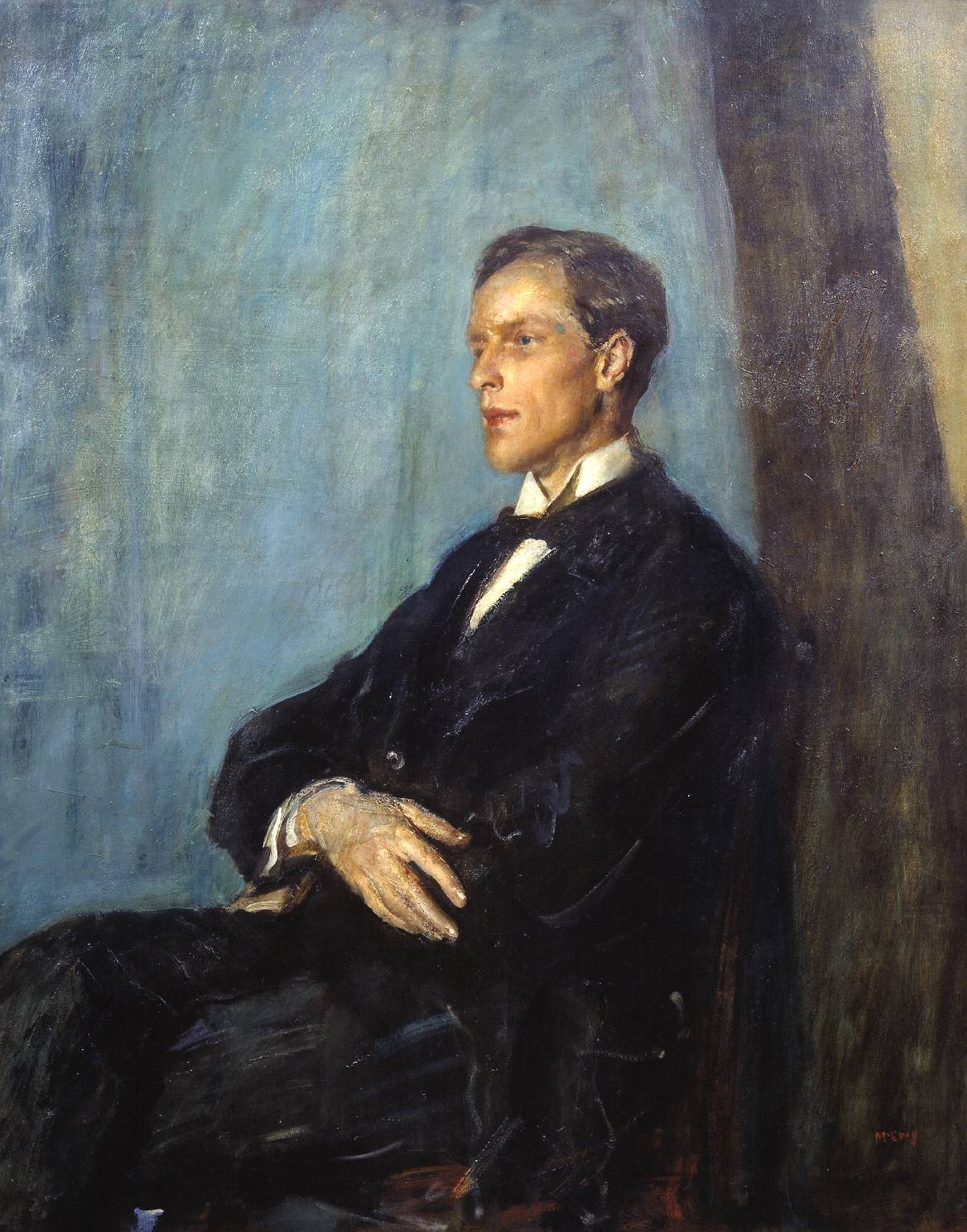
William Jowitt als Rechtsanwalt (1912)

William Allen Jowitt, 1. Earl Jowitt PC KC (* 15. April 1885 in Stevenage, Hertfordshire; † 16. August 1957 in Bury St Edmunds, Suffolk) war ein britischer Jurist und Politiker der Labour Party.

## Leben
Nach dem Besuch des Marlborough College studierte er Rechtswissenschaften am New College der University of Oxford und war nach seiner anwaltlichen Zulassung in der Anwaltskammer von Middle Temple 1909 als Rechtsanwalt tätig.
Jowitt wurde für die Liberal Party bei den Unterhauswahlen vom 15. November 1922 erstmals zum Abgeordneten in das House of Commons gewählt und vertrat dort zunächst bis zum 29. Oktober 1924 den Wahlkreis The Hartlepools. Bei den Unterhauswahlen vom 30. Mai 1929 wurde er wiederum Abgeordneter, wobei er nunmehr bis zum 27. Oktober 1931 die Interessen des Wahlkreises Preston im House of Commons vertrat.
1929 berief ihn Premierminister Ramsay MacDonald zum Generalstaatsanwalt (Attorney General) und behielt dieses Amt bis 1932. Am 28. Oktober 1939 wurde Jowitt bei einer Nachwahl im Wahlkreis Ashton-under-Lyne abermals zum Abgeordneten in das Unterhaus gewählt und gehörte diesem bis zum 2. August 1945 an.
Während der von Premierminister Winston Churchill geführten Kriegsregierung war er zunächst von 1940 bis 1942 Solicitor General und vertrat als solcher die Anklage in der sogenannten Tyler-Kent-Affäre, einem wegen der Hauptakteure Tyler Kent und Anna Wolkoff auch Tyler-Wolkoff-Affäre genannten Spionagevorgang in Großbritannien während der Zeit des Sitzkrieges 1939/40 und kurz vor Eintritt der Vereinigten Staaten in den Zweiten Weltkrieg. Bei Bekanntwerden hätte sie den US-Präsidenten Franklin D. Roosevelt belastet. 1941 war er Berater der US-amerikanischen Tageszeitung The New York Times in einem Beleidigungsprozess, das Archibald Maule Ramsay, ein in die Affäre verwickeltes Mitglied des Unterhauses, gegen die Zeitung – letztlich ohne Erfolg – betrieb.
Jowitt war dann kurzzeitig 1942 Generalzahlmeister (Paymaster General) sowie zwischen 1942 und 1944 Minister ohne Geschäftsbereich. Zuletzt war von 1944 bis 1945 Minister für die Nationale Versicherung in der Regierung Churchill.
Nach seinem Ausscheiden aus dem Unterhaus wurde er mit dem Titel eines Baron Jowitt, of Stevenage in the County of Hertford am 2. August 1945 in den erblichen Adelsstand erhoben und gehörte damit dem House of Lords als Mitglied bis zu seinem Tod an. Daneben wurde er im Juli 1945 als Lordkanzler in die Regierung von Premierminister Clement Attlee berufen und behielt dieses Amt bis zum Ende von Attlees Amtszeit im Oktober 1951. In dieser Funktion gehörte er auch zu den Lordrichtern, die die Berufung von William Joyce, der ebenfalls in die Tyler-Kent-Affäre verwickelt war, zurückwiesen.
Am 20. Januar 1947 erfolgte seine Ernennung zum Viscount Jowitt, of Stevenage in the County of Hertford, ehe er schließlich nach Beendigung seines Amtes als Lordkanzler schließlich am 24. Dezember 1951 Earl Jowitt wurde. Zwischen 1952 und 1955 war er darüber hinaus Führer der Labour Party im Oberhaus.
Seine Adelstitel verfielen mit seinem Tode, da er keine männlichen Nachfahren hatte.

## Veröffentlichungen
- Statute law revision and consolidation, 1951
- Notes of an address on the office of the Lord Chancellor , 1953
- The strange case of Alger Hiss, 1953
- Some were spies, 1954
- The dictionary of English law, 1959